# Spazio di Hilbert allargato
In analisi funzionale, uno spazio di Hilbert allargato o tripla di Gelfand (in inglese, rigged Hilbert space) è una struttura matematica astratta che collega alcuni aspetti della teoria degli spazi di Hilbert, alla teoria delle distribuzioni. Questi spazi sono stati introdotti per consentire un formalismo più proficuo nell'ambito della teoria spettrale,  e trovano numerose applicazioni in meccanica quantistica. In particolare, è possibile trattare unitariamente lo spettro continuo e discreto degli operatori autoaggiunti.
Gli spazi di Hilbert allargati sono divenuti oggetto di studio da parte della matematica nella prima metà degli anni cinquanta.

## Motivazioni
Per introdurre le motivazioni che portano a definire lo spazio di Hilbert allargato, si consideri, sullo spazio {\displaystyle L^{2}(\mathbb {R} )} delle funzioni a quadrato sommabile definite sull'asse reale, l'operatore:
{\displaystyle A:=-i{\frac {d}{dx}}}
In qualche senso, la funzione:
{\displaystyle \mathbf {e} _{\alpha }(x):=e^{-i\alpha x}}
è un autovettore di {\displaystyle A}, in quanto formalmente {\displaystyle A\mathbf {e} _{\alpha }=-\alpha \mathbf {e} _{\alpha }}. Tuttavia essa non ha quadrato sommabile su {\displaystyle \mathbb {R} }: può pertanto essere utile ampliare lo spazio di Hilbert {\displaystyle L^{2}(\mathbb {R} )}, in modo che tali funzioni vi siano comprese. Gli spazi di Hilbert allargati sono la struttura matematica che consente di effettuare tale ampliamento, e di definire degli autovettori generalizzati.

## Definizione matematica
Il concetto di spazio di Hilbert allargato precisa queste idee in un contesto analitico. Uno spazio di Hilbert allargato è una tripla {\displaystyle (H,\Phi ,\imath )}, dove {\displaystyle H} è uno spazio di Hilbert, {\displaystyle \Phi } è uno spazio vettoriale topologico, ed {\displaystyle \imath :\Phi \mapsto H} è una mappa continua da {\displaystyle \Phi } in {\displaystyle H}. 
Si noti in particolare che non è restrittivo pensare a {\displaystyle \Phi } come ad un sottospazio lineare di {\displaystyle H}, equipaggiato con una topologia più fine di quella relativa indotta dalla norma di {\displaystyle H} su {\displaystyle \Phi }, e conseguentemente {\displaystyle \imath } come l'immersione di {\displaystyle \Phi } in {\displaystyle H}. Inoltre, comunemente si richiede che l'immagine di {\displaystyle \imath } sia densa in {\displaystyle H}, dal momento che in generale ci si può sempre restringere alla chiusura di {\displaystyle \imath (\Phi )} (che sarà naturalmente uno spazio di Hilbert).

## Risultati
Poiché {\displaystyle \imath } è continua e densa, il duale di {\displaystyle H} si può identificare con un sottospazio del duale {\displaystyle \Phi ^{\star }} di {\displaystyle \Phi }. Poiché per il teorema di rappresentazione di Riesz si può identificare uno spazio di Hilbert con il suo duale (ossia, si può porre {\displaystyle H=H^{\star }}) si ottiene:
{\displaystyle \Phi \subseteq H\subseteq \Phi ^{\star }}
e si può pensare {\displaystyle \Phi ^{\star }} come un allargamento di {\displaystyle H}.
Per chiarire meglio il funzionamento di questo procedimento, si consideri lo spazio di Hilbert {\displaystyle H=L^{2}(\mathbb {R} )} dell'esempio precedente. In questo caso, prendendo come sottospazio {\displaystyle \Phi =C_{c}^{\infty }(\mathbb {R} )}, l'insieme delle funzioni infinitamente differenziabili e a supporto compatto, equipaggiato con la topologia indotta dalla norma di {\displaystyle H}. In questo caso, {\displaystyle \imath } è semplicemente l'immersione di {\displaystyle \Phi } in {\displaystyle H}, e non è difficile verificare che le funzioni in {\displaystyle \Phi } sono dense in {\displaystyle H} (infatti, ogni funzione a quadrato sommabile si può approssimare in un compatto con una funzione infinitamente differenziabile). Lo spazio duale di {\displaystyle \Phi } sarà però assai più ampio di {\displaystyle H}, in quanto ad esempio è ben definito l'integrale di {\displaystyle \mathbf {e} _{\alpha }(x)=e^{-i\alpha x}} per una funzione a supporto compatto. Più in generale, questo spazio sarà costituito da distribuzioni, e su di esso sarà possibile estendere gli operatori hermitiani definiti su {\displaystyle H}.
In generale, gli esempi più significativi di spazi di Hilbert allargati sono quelli in cui {\displaystyle \Phi } è costituito da funzioni regolari (funzioni test), o -più formalmente- in cui {\displaystyle \Phi } è uno spazio nucleare.

## Applicazioni
Oltre che nella teoria spettrale, gli spazi di Hilbert allargati hanno applicazioni anche in fisica. Essi consentono di trattare in maniera matematicamente rigorosa la meccanica quantistica (ma non le più moderne teorie dei campi). In particolare, mentre è possibile ottenere una descrizione rigorosa degli stati legati, usufruendo del solo formalismo degli spazi di Hilbert separabili, è invece necessario ampliare questa struttura nel caso degli stati liberi.